# Mattia del Riccio
Mattia del Riccio (fl. 1178) è stato un condottiero e capitano di ventura italiano, esule genovese, che visse nella seconda metà degli anni 1100 sulle sponde del lago di Como, esattamente nella frazione di Campo facente oggi parte del comune di Lenno, dove esiste una via intitolata a suo nome.
Mattia del Riccio, succeduto a Zilioto Canova nel comando delle milizie dalla Repubblica delle Tre Pievi, era alla testa della flotta della repubblica nel giugno del 1178 contro le imbarcazioni comasche con a bordo milizia di Barbarossa. La flotta nemica stava transitando da Como verso l'alto Lario per proseguire verso la Germania trasportando il tesoro imperiale quando fu attaccata con successo dalle imbarcazioni della Repubblica delle Tre Pievi. Il tesoro fu depredato.
Una tradizione vuole che sia vissuto in Tremezzina (Mezzegra o Tremezzo?) e che ivi abbia piantato un ulivo esistente fino alla fine degli anni 1900.